# Empower Field at Mile High
L'Empower Field at Mile High, antigament anomenat Broncos Stadium at Mile High, és un estadi de futbol americà de la ciutat de Denver (Colorado, Estats Units). És la casa dels Denver Broncos, guanyadors de la Super Bowl en els anys 1998 i 1999. Té capacitat per 76.125 espectadors. També, té un enorme saló de la fama on es mostren els trofeus d'aquesta franquícia així com d'importants jugadors com John Elway, Shannon Sharpe, Terrell Davis, Floyd Little, Steve Atwater i entrenadors com Dan Reeves i Mike Shannahan els qui han portat a aquest equip a 2 Super Bowls. A només 10 milles del Centre de Denver aquest estadi denota no només modernisme a cada espai sinó que també és sinònim de triomfs, ja que Denver és la franquícia més guanyadora (quant a percentatge de partits es refereix) de l'NFL.
Fins a l'any 2006 va ser la seu dels Colorado Rapids de l'MLS

## Controvèrsia pel nom
Molts fanàtics es van oposar al fet que utilitzés el nom d'una corporació i desitgen conservar el nom del lloc anterior, "Mile High Stadium". El diari The Denver Post es va negar a utilitzar el nom Invesco i es va referir a ella com Mile High Stadium durant diversos anys abans de canviar la seva política i afegint Invesco als articles.
El 16 d'agost de 2011, l'Oficina d'Estadis del Districte Metropoltà va anunciar Invesco transferiria immediatament els drets del nom a Sports Authority amb seu a Colorado, en un contracte de 25 anys per valor de $6 milions per any.
El 2016, els Denver Broncos van adquirir els drets de denominació i el 2018 es va canviar el nom de l'estadi a l'estadi Broncos.

## Ubicació
L'estadi va ser construït per ser de fàcil accés. Es troba al llarg de la Interestatal 25 a prop de l'Avinguda Colfax i l'Avinguda 17. També limita amb Federal Boulevard, una important via de Denver, en el costat oest. Una estació de tren lleuger dedicat també serveix l'estadi. L'estadi està situat en la comunitat de Sun Valley a 10 milles del centre de Denver.